# Sobralia aerata
Sobralia aerata är en orkidéart som först beskrevs av C.K.Allen och Louis Otho Otto Williams, och fick sitt nu gällande namn av Leslie Andrew Garay. Sobralia aerata ingår i släktet Sobralia och familjen orkidéer. Inga underarter finns listade i Catalogue of Life.